# 小樽空襲
小樽空襲（おたるくうしゅう）は、1945年（昭和20年）7月14日から15日にかけて、アメリカ海軍が北海道の小樽市に対して実施した空襲。アメリカ軍は、同日に北海道の室蘭市・釧路市・根室市・函館市・帯広市・旭川市などにも空襲をおこなっている。

## 被害
小樽市上空に襲撃してきたグラマン機によって海上にいた第55号海防艦（810排水トン）・第47号海防艦（810排水トン）・海防艦「笠戸」（870排水トン）、汽船昭華丸（東和汽船、1931総トン）・信濃丸（日魯漁業、6254総トン）・山東丸（坂井汽船、1890総トン）が空襲を受け、海軍兵や船員・労務者が亡くなった（民間人死者12名、軍人死者15名、その他死者7名）。